# I giganti di pietra
I giganti di pietra (The Web of Easter Island) è un romanzo di fantascienza pubblicato nel 1948 dello scrittore statunitense Donald Wandrei che lo compose originariamente nel 1932.
Come altre opere dello scrittore, è vagamente legato ai Miti di Cthulhu - è dedicato a H. P. Lovecraft - e segue le gesta di Carter E. Graham dall'Inghilterra all'Isola di Pasqua, dove viene scoperto e combattuto un antico orrore.

## Storia editoriale
Unico romanzo lungo fantastico dello scrittore, fu scritto nel 1932 col titolo Dead Titans, Waken!, ma rifiutato da tre editori di seguito - Harpers, Kendall e John Day - per essere accantonato dal suo autore a tempo indefinito. Fu comunque destinato alla pubblicazione oltre quindici anni dopo, nel 1948, in una versione pesantemente rivista, dalla Arkham House (casa editrice fondata dallo stesso scrittore) col titolo The Web of Easter Island, in una edizione di 3 068 copie.
L'originale Dead Titans, Waken! fu editato per la pubblicazione da S.T. Joshi e avrebbe dovuto essere pubblicato negli anni novanta da Fedogan and Bremer, ma fu pubblicato infine da Centipede Press in una edizione limitata di 300 copie nel marzo 2012. Questa versione è inedita in italiano.

## Trama
La scoperta di una strana scultura nel vecchio cimitero abbandonato di Isling, in Inghilterra, porta ad una serie di strane morti nella cittadina, tutte collegati al possesso o al contatto con questo manufatto.
Le morti, archiviate comunque dalla polizia locale come incidenti, non sfuggono al curatore del museo Ludbury, Carter E. Graham, che decide di indagare sul paese e sul cimitero.
Graham ritrova un altro particolare manufatto e scopre all'interno del cimitero un antico pozzo sacro. Lasciata Isling, il suo treno ha un incidente in cui lui pare essere l'unico sopravvissuto.
In realtà un altro passeggero è sopravvissuto, in fuga da un omicidio; questi, per confondersi meglio con la folla, ruba la prima valigia che trova - proprio quella di Graham - che contiene il manufatto. Nella sua fuga verso New York, anche il vascello che lo trasporta affonda dopo una esplosione.
La notizia del naufragio cattura l'attenzione di Graham che riprende le ricerche. Grazie anche all'aiuto di un esperto di lingue antiche riesce a decifrare le iscrizioni presenti nel pozzo sacro.
Esplorando successivamente il pozzo, dopo l'accidentale chiusura dell'entrata trova un'uscita secondaria e si ritrova a Stonehenge. Rientrato a Isling scopre che il suo accompagnatore, rimasto nel pozzo, è morto.
Le iscrizioni lo portano infine all'Isola di Pasqua, che trova deserta e abbandonata. All'improvviso una luce e una forza improvvisa circonda le statue principali e Graham comprende che il manufatto e le iscrizioni sono un modo per allontanare i Titani (gli extraterrestri che hanno portato la vita sul pianeta) che ritornano sulla terra per giudicarla e forse distruggerla. Recitando quanto riportato delle iscrizioni, Graham interrompe il rientro dei Titani e sviene.
Al suo risveglio viene ritrovato dai passeggeri umanoidi di un'astronave: comprende di essersi svegliato sulla Terra un milione e mezzo di anni nel futuro, un futuro quasi perfetto. Si rende conto che qualcosa di particolare sta succedendo nell'Isola di Pasqua e capisce che per salvare l'umanità dovrà nuovamente sacrificare se stesso.

## Edizioni
Il romanzo è stato tradotto in italiano nel marzo 1956 nel numero 120 della collana Urania (con copertina di Kurt Caesar) e nel marzo 1978 nel numero 14 della collana Classici Fantascienza della Arnoldo Mondadori Editore (con copertina di Karel Thole).
- Donald Wandrei, The Web of Easter Island, 1948.
- Donald Wandrei, I giganti di pietra, collana Urania n° 120, Arnoldo Mondadori Editore, 1956.
- Donald Wandrei, I giganti di pietra, traduzione di Andreina Negretti, collana Classici Fantascienza n° 14, Arnoldo Mondadori Editore, 1978,  p. 157.
- Donald Wandrei, I giganti di pietra, traduzione di Andreina Negretti, collana Urania Collezione n° 190, Arnoldo Mondadori Editore, 2018,  p. 162.